# Ajustement fin de l'Univers
En physique, la notion d'ajustement fin (en anglais : fine tuning) désigne la situation où un certain nombre de paramètres doivent avoir une valeur très précise pour pouvoir rendre compte de tel ou tel phénomène observé. 
En cosmologie, ces considérations sont à la base du principe anthropique : il semble qu'une variation, même faible, de certaines constantes fondamentales n'aurait pas permis à la vie d'apparaître dans l'Univers. Par exemple, la vie ne peut se développer si la constante cosmologique ou l'énergie noire ont des valeurs trop élevées, car elles empêcheraient alors le mécanisme d'instabilité gravitationnelle et, par suite, la formation des grandes structures. La petitesse de la valeur observée de l'énergie noire, comparée à la valeur qui semble la plus naturelle (correspondant à la densité de Planck, soit 10122 fois plus que la valeur observée), est un exemple d'ajustement fin. 
Il est possible que le recours à la notion d'ajustement fin traduise la difficulté pour la science d'intégrer à la fois l'échelle de Planck et l'échelle cosmique. En effet, soixante ordres de grandeur temporelle séparent le temps de Planck, à 10−43 s, et l'âge de l'Univers, à quelque 1017 s, et les modèles théoriques généralement admis au début du XXIe siècle sont incapables d'inclure un tel éventail de grandeurs dans un schéma unifié. Des propositions comme le multivers résolvent le problème en supposant que notre univers n'est qu'un parmi d'autres n'ayant pas ces propriétés permettant l'émergence d'une chimie et d'une physique complexes et stables. Toutefois, cet ajustement fin pourrait n'être qu'une illusion : on ignore le véritable nombre ultime de constantes physiques indépendantes - il pourrait être réduit, voire limité à une seule valeur. Et on ne connaît pas non plus les lois de la « fabrique d'Univers potentiels », c'est-à-dire l'intervalle et la loi de distribution dans laquelle il faudrait « choisir » chaque constante (dont par ailleurs notre choix d'unité et de combinaisons est arbitraire). 
La notion d'ajustement fin de l'Univers, souvent mise à contribution pour démontrer le principe anthropique fort, est l'un des fers de lance des défenseurs de la thèse spiritualiste du dessein intelligent.

## Exemples d'ajustement fin

### Réglage des constantes de l’Univers
Les caractéristiques de l’Univers dans lequel nous évoluons dépendent d’une quinzaine de constantes physiques. En l’absence actuelle de principe unificateur, elles sont considérées comme indépendantes les unes des autres. L’apparition des superordinateurs a permis à l’astrophysique de modéliser le développement de l’Univers, puis de modifier ces constantes une à une ou en même temps afin de simuler de nouveaux univers (« univers jouets »). Le nombre des univers jouets ainsi obtenu est quasi infini.
Certaines de ces simulations ont montré que la quasi-totalité des univers jouets découlant de ces simulations sont stériles. Selon ces simulations, seul un réglage hyper-fin des quinze constantes de base permet l’apparition de l’Univers stable et viable dans lequel nous sommes. Les tenants du principe anthropique refusent d’y voir un simple « heureux hasard », qui serait crédible s’il ne portait que sur le réglage d’une seule constante, mais impossible sur celui de 15 constantes indépendantes.
D'autres simulations, comme le programme MonkeyGod de Victor J. Stenger, arrivent à des résultats différents : sur 10 000 univers simulés en faisant varier aléatoirement et simultanément plusieurs paramètres physiques, sur 10 ordres de grandeur, ce programme obtient 61 % d'univers où la durée de vie des étoiles et leur composition permet l'apparition de la vie. D'après Stenger, ces résultats différents sont dus au fait que les simulations amenant à la conclusion d'un ajustement fin font varier chaque paramètre un par un en laissant les autres fixes, variation que le changement d'autres paramètres physiques ne peut compenser pour générer un univers viable.
Quelques exemples de constantes de l’Univers qui amènent des interrogations à propos de leur réglage fin :

#### Densité de l’Univers et vitesse d’expansion
Barrow et Tipler ont montré que l’expansion de l’Univers n’est ni trop rapide, ni trop lente. Dans un univers moins dense, l’expansion l’aurait emporté sur la gravitation et aucune structure n’aurait pu se former (ni étoiles, ni planètes, ni galaxies). Un univers plus dense se serait effondré sur lui-même trop rapidement pour permettre à la complexité de se développer[réf. incomplète]. La densité de l'Univers est très proche de la densité critique qui donne cette expansion raisonnable et une durée de vie de l'Univers compatible avec l'apparition de la vie. Le rapport entre la densité de l'Univers et la densité critique est le paramètre de densité Ω, égal à 1 pour la densité critique.
Le problème est que si Ω est sensiblement différent de 1, inférieur ou supérieur, cette valeur n'est pas stable et diverge. C'est-à-dire que si Ω > 1, l'expansion de l'Univers va ralentir et s'inverser, et Ω va tendre vers l'infini ; si Ω < 1, l'expansion de l'Univers va continuer à l'infini et Ω va tendre vers 0. Comme la valeur de Ω diverge, il faut qu'elle ait été, lors du Big Bang, dans une gamme de valeur extrêmement fine autour de 1 pour que, 13 milliards d'années plus tard, à notre époque, elle soit toujours assez proche de 1.
Cette gamme de valeurs est un intervalle de ±10-60 autour de 1. Cet intervalle est si petit que Trinh Xuan Thuan a calculé qu’il correspondait à la probabilité pour un archer de toucher une cible de 1 cm2 située à l’autre bout de l’Univers en tirant à l’aveugle une seule et unique flèche depuis la Terre sans savoir dans quelle direction se trouve la cible.
Selon la plupart des scientifiques, ce problème est résolu par l'inflation cosmique ayant eu lieu juste après le Big Bang. Cette période d'inflation a eu pour effet d'aplanir une courbure spatiale aléatoire de l'Univers au moment du Big Bang, pour la rendre quasiment plate. Or une courbure plate correspond — par définition — à une densité de l'Univers égale à la densité critique. Donc il est logique et naturel, si le modèle de l'inflation cosmique est correct, que le paramètre Ω ait été quasiment égal à 1 au début de l'Univers. Le modèle de l'inflation est actuellement bien accepté par la communauté scientifique, ayant notamment mené à des prédictions vérifiées et mesurées à propos des fluctuations du fond diffus cosmologique.

#### Les masses du neutron et du proton
La masse du neutron est un peu plus grande que celle du proton : {\displaystyle m_{n}-m_{p}=1.29MeV}. Cela entraîne la désintégration rapide du neutron (libre) en proton alors que le proton est, lui, très stable (sa durée de vie est d’au moins 1034 années). Si c’était l’inverse ({\displaystyle m_{n}-m_{p}<0}), ce serait le proton qui se désintégrerait en neutron (qui serait stable) et les réactions de fusion nucléaire seraient fondées sur les neutrons, qui formeraient des noyaux nus de toutes masses. Le seul matériau de l'Univers serait alors le neutronium, les éléments chimiques ne pourraient se former (cf. ci-dessous) et la vie ne pourrait se développer.
De plus, les neutrons à l'intérieur d'un noyau atomique ne se désintègrent pas (mis à part la radioactivité bêta), assurant la stabilité des noyaux atomiques. Pour que cela soit le cas, il faut que l'énergie de liaison {\displaystyle El} soit plus grande que la différence de masse entre un neutron et la masse additionnée d'un proton et d'un électron ({\displaystyle El>m_{n}-(m_{p}+m_{e})}). Cela donne une autre limite, supérieure, à {\displaystyle m_{n}-m_{p}}, de l'ordre de 10 MeV.
Enfin, un autre phénomène peut compromettre la stabilité des protons : si {\displaystyle m_{n}-m_{p}<m_{e}+m_{\nu }} ({\displaystyle m_{\nu }} étant la masse d'un neutrino), les protons se désintègreraient en réaction avec un électron en un neutron et un neutrino. Cela donne une borne inférieure de 0,511 MeV à {\displaystyle m_{n}-m_{p}}.
Pour résumer, la différence de masse entre un proton et un neutron doit être dans la fourchette {\displaystyle 0.511MeV<m_{n}-m_{p}<10MeV}.
La valeur réelle de 1,29 MeV est bien à l'intérieur de cette fourchette qui est assez large ; la valeur pourrait être le double voire le quintuple. Selon le modèle standard de la physique des particules (incluant le champ de Higgs électrofaible) les neutrons et des protons obtiennent leur masse de l'interaction forte qui ne fait aucune différence entre ces deux particules : en première approximation, selon cette théorie, les neutrons et les protons ont une masse égale.
Si on tient compte de l'interaction électrofaible entre ces particules, on obtient par des calculs théoriques une différence de masse comprise entre 1 et 4 MeV (la masse du quark u est mal connue donnant cette fourchette), compatible avec la valeur réelle. Cette différence de masse s'explique donc dans le cadre de la physique actuelle, et n'a pas besoin d'être ajustée à une gamme de valeurs très fine.

### Apparition des éléments lourds dans l’Univers

#### Éléments lourds
98 % de la matière visible est composé d’hydrogène et d’hélium. Tous les autres éléments (les éléments lourds : carbone, fer, oxygène notamment qui sont les constituants de la matière organique donc de l’être humain) ne représentent que les 2 % restants. Selon la théorie du Big Bang, seuls l’hydrogène et l’hélium se sont formés lors du Big Bang et tous les autres éléments se sont formés dans les étoiles sur une période de plusieurs milliards d’années. Cette constatation a amené Hubert Reeves à dire que nous sommes des « poussières d’étoiles ». Selon les tenants du principe anthropique, le fait que les organismes vivants et notamment l’homme soient faits de la matière la plus rare qui existe dans l’Univers tend à prouver que celui-ci est la finalité du projet cosmique.

#### Carbone
Dans sa version évoluée, le principe anthropique faible remonte à un article de Robert Dicke de 1961. Dans cet article, Dicke fait remarquer que l'apparition de la vie, ou plus généralement de toute structure biologique complexe, nécessite la présence de carbone, et que celle-ci semble être le fruit de plusieurs coïncidences favorables. 
Il était connu à l'époque que le carbone ne pouvait être produit lors de la nucléosynthèse primordiale, à l'époque du Big Bang, mais devait être synthétisé au sein des étoiles (voir nucléosynthèse stellaire). Cependant, même au sein des étoiles, le carbone est difficile à synthétiser. La raison en est que les deux constituants présents en quantité dans une étoile au moment de sa formation sont l'hydrogène et l'hélium, et qu'il n'existe aucun noyau atomique stable produit à partir d'une collision entre un noyau d'hydrogène et un noyau d'hélium ou entre deux noyaux d'hélium. Synthétiser des éléments plus lourds nécessite en réalité de faire intervenir une collision entre trois noyaux d'hélium. L'énergie de masse de trois noyaux d'hélium réunis est cependant supérieure à celle d'un noyau de carbone. La synthèse d'un tel noyau est ainsi défavorisée. Il se trouve cependant qu'elle est permise grâce au fait qu'il existe un état excité du noyau de carbone dont l'énergie totale (incluant l'énergie de masse du noyau) est égale à celle des trois noyaux d'hélium. C'est cette coïncidence, résultant a priori du hasard, qui permet la production d'éléments plus lourds que l'hélium dans les étoiles et par suite la vie. Du reste, l'existence d'un tel état excité pour le carbone avait été envisagée dès 1953 par Fred Hoyle sur la base de ces mêmes constatations et découverte immédiatement après.
Le terme de « Big Bang » est dû à Fred Hoyle, qui le voulait initialement péjoratif. Il a introduit à cette occasion une nouvelle expression, qui a connu le succès : « ajustement fin des constantes universelles ».[réf. nécessaire]
Ce point de vue n'est pas accepté par tous les chercheurs, des expérimentations très diverses sur différents types d'univers suggérant que des phénomènes d'émergence peuvent aussi se produire. Fred Adams, de l'université d'Ann Arbor (Michigan), estime, par exemple, que des objets assimilables fonctionnellement aux « étoiles » de notre Univers pourraient se produire dans près d'un quart des univers qui nous sont concevables en faisant varier trois paramètres physiques fondamentaux, dont la constante gravitationnelle G et la constante de structure fine α.

### Réglage des forces fondamentales de notre univers
Quatre forces fondamentales régissent notre Univers : la force gravitationnelle, la force forte, la force électromagnétique et la force faible. Certains auteurs pensent que si ces quatre forces avaient été proportionnellement différentes, elles auraient produit des phénomènes incompatibles avec la vie.

#### Rapport des forces électromagnétique et gravitationnelle
Selon Hugh Ross, repris par de nombreux auteurs, le rapport de la force électromagnétique et gravitationnelle est finement ajusté à  10-40 près,.
Selon cet auteur, si la force gravitationnelle avait été moins forte, il n'y aurait eu aucune étoile de moins de 1,4 {\displaystyle M_{\odot }} et la vie des étoiles aurait été trop courte et trop irrégulière pour permettre l'apparition de la vie.
Si la force gravitationnelle avait été plus forte, il n'y aurait eu aucune étoile de plus de 0,8 {\displaystyle M_{\odot }} et aucun élément lourd, indispensable à la vie, n'aurait été produit.

#### Autres forces
Si la force nucléaire forte avait été légèrement moins forte, de nombreux éléments auraient été radioactifs et impropres à une biochimie, les réactions nucléaires moins énergétiques auraient grandement réduit la durée de vie des étoiles. Encore moins forte, et le seul élément qui aurait existé aurait été l’hydrogène, éliminant toute biochimie possible ; les étoiles se seraient alors immédiatement effondrées en naines blanches, ou en étoiles à neutrons, ou en trous noirs dès leur condensation.
Si la force nucléaire forte avait été légèrement plus forte, il n’y aurait pas eu d’hydrogène, il aurait été consumé lors de la nucléosynthèse primordiale en hélium (ou en éléments plus lourds) ; et les étoiles n'auraient pas de séquence principale, elles s'effondreraient rapidement dès leur condensation.
Si les forces nucléaires et électromagnétique n’avaient pas eu leurs valeurs respectives, elles n’auraient pas pu engendrer la résonance nucléaire du béryllium, du carbone et de l’oxygène et la production des éléments nécessaires à la vie fondée sur ces atomes.